# Breurey-lès-Faverney
Breurey-lès-Faverney és un municipi francès situat al departament de l'Alt Saona i a la regió de Borgonya - Franc Comtat. L'any 2007 tenia 522 habitants.

## Demografia

### Població
El 2007 la població de fet de Breurey-lès-Faverney era de 522 persones. Hi havia 196 famílies, de les quals 40 eren unipersonals (24 homes vivint sols i 16 dones vivint soles), 60 parelles sense fills, 80 parelles amb fills i 16 famílies monoparentals amb fills.
La població ha evolucionat segons el següent gràfic:
Habitants censats

### Habitatges
El 2007 hi havia 267 habitatges, 198 eren l'habitatge principal de la família, 40 eren segones residències i 29 estaven desocupats. 232 eren cases i 35 eren apartaments. Dels 198 habitatges principals, 154 estaven ocupats pels seus propietaris, 40 estaven llogats i ocupats pels llogaters i 4 estaven cedits a títol gratuït; 7 tenien dues cambres, 24 en tenien tres, 56 en tenien quatre i 111 en tenien cinc o més. 150 habitatges disposaven pel capbaix d'una plaça de pàrquing. A 72 habitatges hi havia un automòbil i a 103 n'hi havia dos o més.

### Piràmide de població
La piràmide de població per edats i sexe el 2009 era:
| Homes | Edats   | Dones |
| ----- | ------- | ----- |
| 0     | 95 o +  | 0     |
| 4     | 90 a 94 | 4     |
| 0     | 85 a 89 | 12    |
| 0     | 80 a 84 | 4     |
| 4     | 75 a 79 | 0     |
| 12    | 70 a 74 | 0     |
| 8     | 65 a 69 | 12    |
| 8     | 60 a 64 | 8     |
| 28    | 55 a 59 | 16    |
| 8     | 50 a 54 | 24    |
| 24    | 45 a 49 | 24    |
| 20    | 40 a 44 | 24    |
| 4     | 35 a 39 | 24    |
| 16    | 30 a 34 | 16    |
| 8     | 25 a 29 | 4     |
| 44    | 20 a 24 | 24    |
| 20    | 15 a 19 | 16    |
| 16    | 10 a 14 | 32    |
| 16    | 5 a 9   | 12    |
| 12    | 0 a 4   | 12    |

## Economia
El 2007 la població en edat de treballar era de 346 persones, 253 eren actives i 93 eren inactives. De les 253 persones actives 215 estaven ocupades (114 homes i 101 dones) i 38 estaven aturades (21 homes i 17 dones). De les 93 persones inactives 26 estaven jubilades, 32 estaven estudiant i 35 estaven classificades com a «altres inactius».

### Ingressos
El 2009 a Breurey-lès-Faverney hi havia 214 unitats fiscals que integraven 565,5 persones, la mediana anual d'ingressos fiscals per persona era de 16.884 €.

### Activitats econòmiques
Dels 11 establiments que hi havia el 2007, 1 era d'una empresa alimentària, 3 d'empreses de construcció, 2 d'empreses de comerç i reparació d'automòbils, 3 d'empreses d'hostatgeria i restauració, 1 d'una empresa de serveis i 1 d'una empresa classificada com a «altres activitats de serveis».
Dels 6 establiments de servei als particulars que hi havia el 2009, 1 era un guixaire pintor, 1 fusteria, 1 electricista, 1 perruqueria i 2 restaurants.
Dels 2 establiments comercials que hi havia el 2009, 1 era una botiga de menys de 120 m² i 1 una fleca.
L'any 2000 a Breurey-lès-Faverney hi havia 7 explotacions agrícoles.

## Equipaments sanitaris i escolars
El 2009 hi havia una escola elemental integrada dins d'un grup escolar amb les comunes properes formant una escola dispersa.

## Poblacions més properes
El següent diagrama mostra les poblacions més properes.